# George Brettingham Sowerby I
George Brettingham Sowerby I (12 de agosto de 1788 – 26 de julio de 1854) fue un naturalista, ilustrador, y conquiólogo inglés.

## Biografía
Era el segundo hijo de James Sowerby. Fue educado en casa bajo tutores privados, y después asistió a su padre en la producción de libros ilustrados en historia natural. Fallecido su padre en 1822, él y su hermano James DeCarle Sowerby continuaron su trabajo, agregando conchas de fósil, publicando las partes últimas del Minerales Conchology de Gran Bretaña.
Publicó aproximadamente 50 papeles en moluscos y empezó varios libros comprensibles, e ilustrados sobre el tema, el más importante Thesaurus Conchyliorum, un trabajo que continuaría su hijo, George Brettingham Sowerby II y su nieto George Brettingham Sowerby III. Uno de sus primeros trabajos fue el catálogo de la colección del Conde de Tankerville. También trató sobre conchas y objetos de historia natural. Su domicilio empresarial primero en Calle de Rey, Covent Garden, luego a Regent Street, y finalmente a Great Russell Grande Street. 
Fue elegido socio de la Sociedad Linneana de Londres, el 5 de marzo de 1811. 
Falleció en Hanley Road, Hornsey, el 26 de julio de 1854.

## Familia
Por su mujer Elizabeth (segunda hija de Nicholas y Mary Meredith), con quien se casó el 16 de abril de 1811,  teniendo dos hijos, George Brettingham II y Henry (1825–1891), y una hija, Charlotte Caroline, quién fue un ilustrador botánico .
Su hijo Henry nació en Kensington el 28 de marzo de 1825. Educado en Bickerdike , Kentish, y en el University College, Gower. De 1843 a 1852 fue ayudante curador y bibliotecario en la Sociedad Linneana. Viajó a Australia en 1854, y fue dibujante en la Universidad Melbourne, y posteriormente profesor de dibujo en escuelas estatales. Durante sus últimos veinte años de vida se dedicó a la minería del oro. Falleció cerca de Melbourne el 15 de septiembre de 1891. Escribió para los Manuales populares Reeve 'Mineralogía Popular', Londres, 1850, e ilustró varios libros como Flora Homoeopathica de Edward Hamilton aparecido en 1852-53.

## Obra

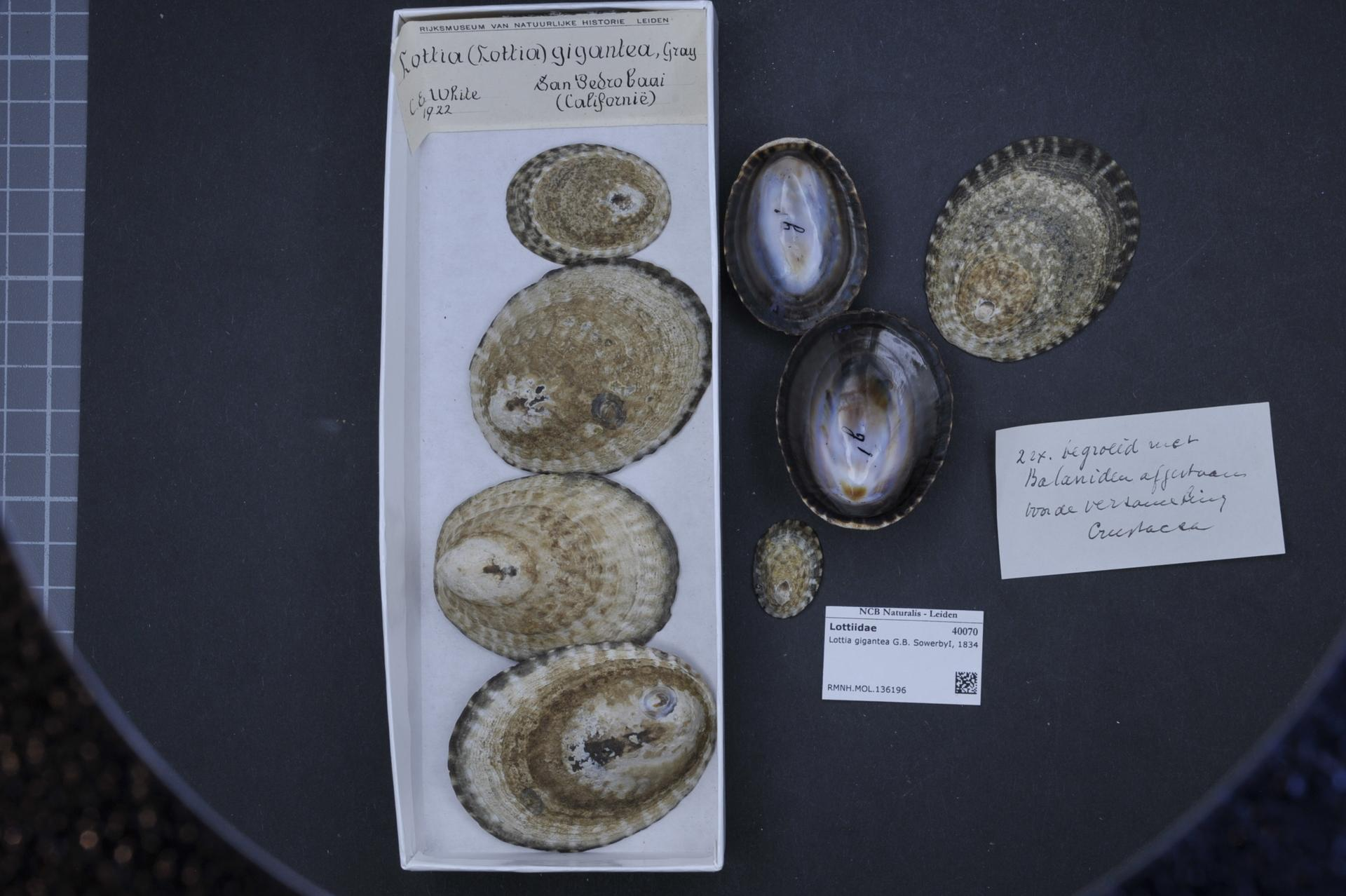
Lottia gigantea G.B. Sowerby I, 1834

Lista parcial
- A Conchological Manual (1839)
- Thesaurus Conchyliorum
- Índice ilustrado de Conchas británicas (1859)
- Un catálogo descriptivo de la especie Margarita del genus Leach. Malacological y Conchological Magazine 1: 23-27 (1838). Henry A. Pilsbry No pensó bien de este trabajo y dijo: "Su monografía de Margarita en Reeve Iconica contiene más pifias que cualquier trabajo que haya visto, a no ser que algunos otros papeles por el mismo autor prueben ser excepciones."[2]

## Especies determinadas por Sowerby I
Algunas especies fueron primero descritas por Sowerby I, por ejemplo
- Lottia gigantea
- Diodora calyculata
- Diodora ruepellii

## Abreviatura (zoología)
La abreviatura G. B. Sowerby I  se emplea para indicar a George Brettingham Sowerby I como autoridad en la descripción y taxonomía en zoología.